# Otročok
Otročok – wieś (obec) na Słowacji położona w kraju bańskobystrzyckim, w powiecie Revúca. Pierwsze wzmianki o miejscowości pochodzą z roku 1274.
Według danych z dnia 31 grudnia 2012, wieś zamieszkiwały 304 osoby, w tym 150 kobiet i 154 mężczyzn.
W 2001 roku pod względem narodowości i przynależności etnicznej 26,4% mieszkańców stanowili Słowacy, a 72,4% Węgrzy.
Ze względu na wyznawaną religię struktura mieszkańców kształtowała się w 2001 roku następująco:
- Katolicy rzymscy – 51,6%
- Ewangelicy – 6%
- Ateiści – 9,6%
- Nie podano – 6,4%